# Disparition de Thomas Gibson
 (août 2023).
La mise en forme du texte ne suit pas les recommandations de Wikipédia : il faut le « wikifier ».
Les points d'amélioration suivants sont les cas les plus fréquents. Le détail des points à revoir est peut-être précisé sur la page de discussion.
- Les titres sont pré-formatés par le logiciel. Ils ne sont ni en capitales, ni en gras.
- Le texte ne doit pas être écrit en capitales (les noms de famille non plus), ni en gras, ni en italique, ni en « petit »…
- Le gras n'est utilisé que pour surligner le titre de l'article dans l'introduction, une seule fois.
- L'italique est rarement utilisé : mots en langue étrangère, titres d'œuvres, noms de bateaux, etc.
- Les citations ne sont pas en italique mais en corps de texte normal. Elles sont entourées par des guillemets français : « et ».
- Les listes à puces sont à éviter, des paragraphes rédigés étant largement préférés. Les tableaux sont à réserver à la présentation de données structurées (résultats, etc.).
- Les appels de note de bas de page (petits chiffres en exposant, introduits par l'outil «  Source ») sont à placer entre la fin de phrase et le point final[comme ça].
- Les liens internes (vers d'autres articles de Wikipédia) sont à choisir avec parcimonie. Créez des liens vers des articles approfondissant le sujet. Les termes génériques sans rapport avec le sujet sont à éviter, ainsi que les répétitions de liens vers un même terme.
- Les liens externes sont à placer uniquement dans une section « Liens externes », à la fin de l'article. Ces liens sont à choisir avec parcimonie suivant les règles définies. Si un lien sert de source à l'article, son insertion dans le texte est à faire par les notes de bas de page.
- La présentation des références doit suivre les conventions bibliographiques. Il est recommandé d'utiliser les modèles {{Ouvrage}}, {{Chapitre}}, {{Article}}, {{Lien web}} et/ou {{Bibliographie}}. Le mode d'édition visuel peut mettre en forme automatiquement les références.
- Insérer une infobox (cadre d'informations à droite) n'est pas obligatoire pour parachever la mise en page.

Pour une aide détaillée, merci de consulter Aide:Wikification.
Si vous pensez que ces points ont été résolus, vous pouvez retirer ce bandeau et améliorer la mise en forme d'un autre article.
 (août 2023).
Thomas Dean Gibson (5 juillet 1988 – disparu le 18 mars 1991) est un enfant américain qui a disparu de son jardin à Azalea, dans l'Oregon, dans des circonstances mystérieuses. Le matin de sa disparition, son père, Larry Gibson, shérif adjoint du comté de Douglas, a quitté la maison familiale pour aller faire un jogging. Avant de partir, il a affirmé avoir tiré sur un chat sauvage sur la propriété. Il a laissé Thomas dans la cour, où sa sœur aînée, Karen (alors âgée de quatre ans), devait le surveiller. Au retour de son jogging, Larry et sa femme, Judith, ont réalisé que Thomas avait disparu.
Karen a d'abord déclaré aux forces de l'ordre qu'elle avait vu un homme et une femme entrer dans l'allée familiale avec un camion et enlever Thomas, bien que le couple n'ait pas pu être identifié. Les premiers efforts de recherche de Thomas se sont révélés infructueux et Larry a officiellement démissionné de son poste au sein du service de police avant de déménager avec sa famille dans le Montana en 1992.
En 1993, Judith s'est séparée de Larry et est retournée dans l'Oregon avec leur fille aînée et leur nouveau-né, Lisa. À cette époque, Karen a admis aux forces de l'ordre qu'elle avait vu son père battre Thomas dehors le jour de sa disparition avant de le placer dans sa voiture de patrouille. En avril 1994, Larry a été accusé de meurtre au deuxième degré à la suite de la mort de Thomas, malgré le fait que sa dépouille n'a pas pu être retrouvée. Bien qu'il ait constamment protesté de son innocence, Larry a été reconnu coupable d'homicide involontaire en mars 1995 et a purgé moins d'un an de prison avant d'être libéré.
Le cas de Thomas a reçu une attention médiatique considérable, diffusé dans deux épisodes de Unsolved Mysteries. Son image figure dans le clip de la chanson Runaway Train de Soul Asylum, parmi de nombreux autres enfants disparus ; il est le plus jeune enfant présenté dans la vidéo. À ce jour en août 2023, on ne sait toujours pas où se trouve Thomas.

## Disparition
Le matin du 18 mars 1991, à Azalea, Larry Gibson, adjoint du shérif du comté de Douglas, dans l'Oregon, se prépare à partir faire un jogging vers 11h30. Larry a affirmé qu'avant de quitter la propriété, il avait tenté de tirer sur un chat errant, mais qu'il avait raté son coup. Son fils, Thomas, âgé de deux ans, jouait à ce moment-là dans la cour de la maison. Selon Larry, il a repris son jogging et s'est absenté du domicile familial pendant environ 45 minutes. À son retour, il découvre que son fils a disparu.

## Enquête
Peu de temps après avoir réalisé que Thomas avait disparu, Larry et sa femme, Judith, ont appelé la police. Larry a été informé de ne pas se présenter au travail ce jour-là, bien qu'il ait été rapporté qu'il avait quitté la propriété familiale en uniforme pendant environ 25 minutes lors de la fouille initiale. Selon Larry, sa fille de quatre ans, Karen, a affirmé avoir vu un couple non identifié entrer dans l'allée familiale et enlever Thomas. La famille voulait donc rechercher sur une aire de repos à proximité tout signe de Thomas ou du couple. Selon la description du témoin, le couple non identifié était composé d'une femme blanche blonde et d'un homme blanc aux cheveux noirs, conduisant un vieux modèle de camion de couleur or ou beige.
Bien que la voiture de patrouille de Larry n'ait pas été fouillée au départ, on a découvert par la suite que son compteur kilométrique affichait 7 milles (11,265408 km) qui n'avaient pas été comptabilisés le jour de la disparition de Thomas. Larry a expliqué que les kilomètres non comptabilisés avaient été enregistrés alors qu'il se rendait à l'aire de repos voisine, à la recherche de Thomas. Au cours des six premières semaines de l'enquête, Larry est devenu le suspect principal de la disparition de son fils.
En 1992, Larry a démissionné de son poste d'adjoint du shérif du comté de Douglas, et lui et sa femme ont déménagé à Avon, dans le Montana, après avoir donné naissance à un autre enfant, une fille nommée Lisa. Le couple s'est finalement séparé en 1993 et Judy est revenue avec les enfants dans l'Oregon. Larry est resté dans le Montana, où il a travaillé comme agent d'assurance à Townsend.

## Arrestation de Larry Gibson
Larry Gibson a été arrêté à Townsend, dans le Montana, le 14 avril 1994, et accusé de meurtre au second degré sur la personne de Thomas. Il a été arrêté après que sa fille aînée, Karen, âgée de quatre ans au moment de la disparition de Thomas, a déclaré aux enquêteurs qu'elle avait vu son père battre Thomas avant de le placer dans sa voiture de patrouille le jour de sa disparition,. Selon les procureurs, Larry avait également fait des déclarations « incohérentes » concernant la disparition de son fils. Il a été extradé vers l'Oregon plus tard dans le mois, en attendant son procès.

### Procès
Le procès de Larry a débuté le 18 janvier 1995. Fin février, sa demi-sœur, Debbie Calek, a témoigné contre lui, déclarant qu'après la disparition de Thomas, elle avait reçu un appel téléphonique effréné de Larry dans lequel il aurait avoué avoir tué Thomas, lui indiquant qu'il pourrait avoir besoin d'argent pour payer sa caution. Calek a ensuite affirmé qu'après la disparition, lorsque Judy et Karen sont restées chez elle dans l'Iowa, Karen a fait un commentaire selon lequel elle avait peur que son père « la mette dans un grand trou » comme il l'avait fait avec Thomas. Au cours de ce même séjour, Judy a affirmé que Karen lui avait dit qu'elle avait vu son père battre Thomas dehors le jour de sa disparition.
Karen était la témoin vedette de l'accusation dans cette affaire et a témoigné contre son père au cours des six semaines du procès. La défense, quant à elle, a suggéré que Karen avait été incitée par sa mère à adopter le scénario selon lequel son père avait battu et tué Thomas. Les documents judiciaires presentés par le procureur présentaient cette série d'événements : Larry a quitté la résidence familiale d'Azalea vers 11h30 pour faire un jogging. Thomas a suivi son père qui lui demanda d'attendre que sa sœur sorte de la maison. Ayant repéré un chat à proximité, Larry aurait utilisé un pistolet pour le tuer, supposant qu'il s'agissait d'un chat errant. Lorsque Thomas s'est approché curieusement du chat mort, Larry a pris l'enfant avec colère et l'a porté jusqu'au parking de la maison, où il l'a giflé à plusieurs reprises. Après s'être rendu compte que Karen l'avait vu frapper son petit frère depuis la fenêtre, il a placé Thomas dans sa voiture de patrouille et l'a conduit derrière un tas de bois sur la propriété, où il a placé son corps dans un sac en plastique pour le cacher ensuite dans le coffre de son véhicule.
Les enquêteurs ont émis l'hypothèse que lorsque les chercheurs bénévoles ont commencé à rechercher Thomas, Larry a pris le corps de l'enfant et s'en est débarrassé dans une zone connue sous le nom de Swamp Creek, bien que ses restes n'y aient pas été retrouvés. Karen a affirmé que son père l'avait menacée de ne rien dire aux autorités. Elle a également indiqué ne pas s'être sentie en sécurité pour témoigner de ce qu'elle avait vu, jusqu'à ce que sa mère se sépare de Larry et qu'elles retournent dans l'Oregon en 1994.

### Condamnation
En mars 1995, Larry Gibson a été reconnu coupable de l'homicide involontaire de Thomas, bien qu'il ait clamé son innocence pendant et après le procès. Sa condamnation prévoyait une peine de 15 à 18 mois d'emprisonnement, dont 12 avaient déjà été purgés en garde à vue avant et pendant son procès. Il a été libéré de prison en 1996.

## Couverture médiatique
La disparition de Thomas a été décrite dans deux épisodes de la série documentaire NBC Unsolved Mysteries,. Sa photo a également été affichée parmi plusieurs autres enfants disparus dans le clip de la chanson Runaway Train de Soul Asylum. Il est le plus jeune enfant présenté dans la vidéo.

## Répercussions
Après la sortie de prison de Larry, il a créé une page Web vers 2001 concernant la disparition de Thomas, demandant au public de l'aider à retrouver son fils.